# Írásbeliség az ókori Egyiptomban
Az első általunk ismert írás az i. e. 4. évezredből származó egyiptomi írás és ékírás volt. Minthogy a jelek nagy része szavakat és fogalmakat jelölt, az írás igen nagyszámú jelet tartalmazott. Elsajátítása nehéz feladat volt, az ezzel a tudással rendelkezők ezért nagy társadalmi presztízst élveztek. Az egyiptomi kultúrában az írást kezdetben gazdasági célokra, később történeti események feljegyzésére, vallási célokra, tudományos és szépirodalmi művek lejegyzésére egyaránt felhasználták. Az első írásos emlékek agyagba metszve vagy kőbe vésve maradtak fenn. Egyiptomban jelent meg a papirusznádból készült papirusz, mint íráshordozó. A papirusztekercsek sokkal könnyebben voltak kezelhetők, mint a kőtáblák vagy agyagtáblák. A tekercsek tárolására létrejött a könyvtár és levéltár intézménye.

## Az írásbeliség szerepe a társadalomban
„…Törekedj a tisztviselői hivatás elérésére. Egy írnok, aki tehetséges a szakmájában és művelt, nagyon szerencsés. Kitartóan tanulj, hogy elsajátítsd az írás mesterségét. Egyetlen percet se vesztegess el feleslegesen…”

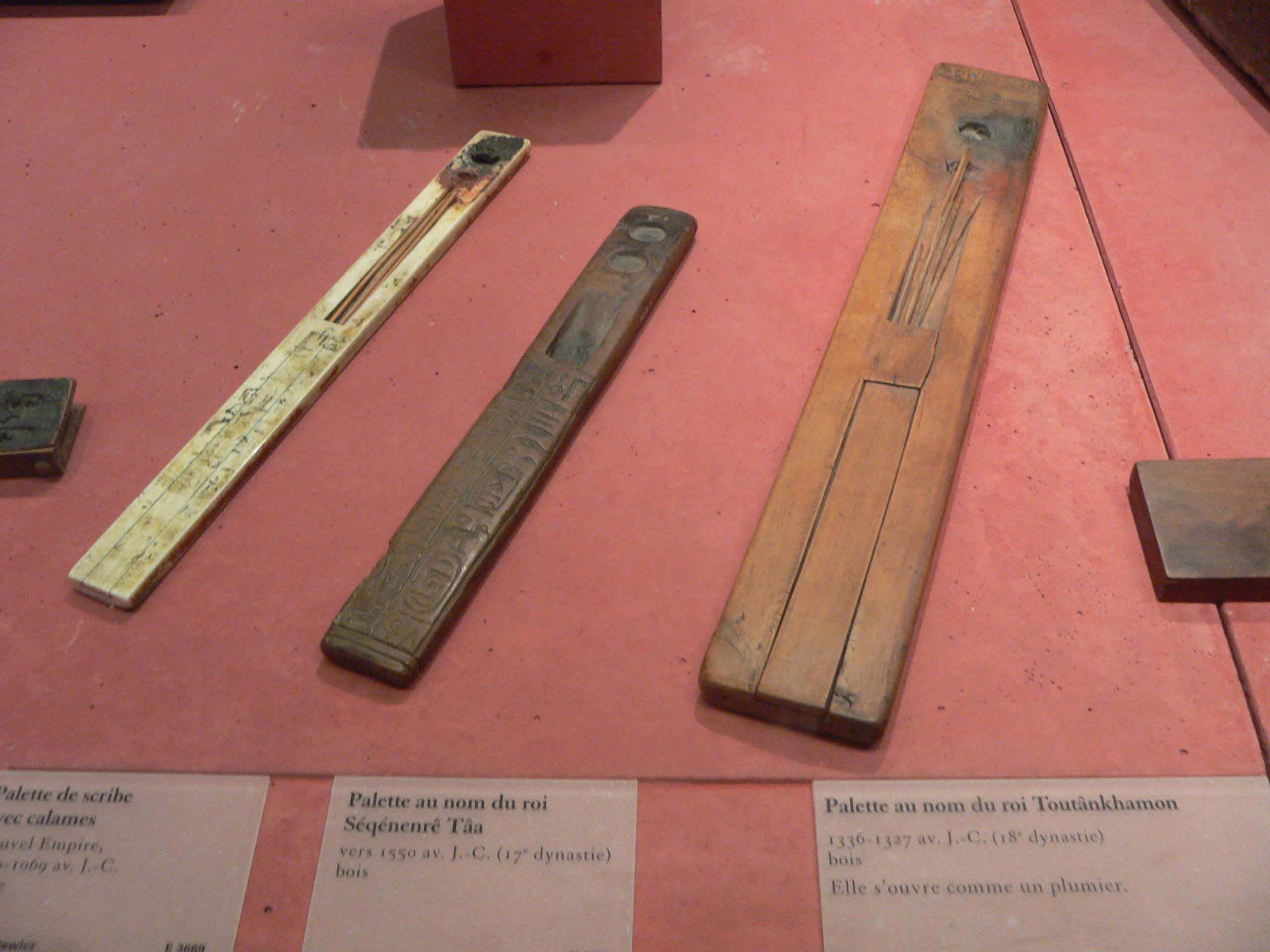
Írókészletek

Az egyiptomiak korán felismerték az információ megőrzésének fontosságát és azt a tényt, hogy az írás biztosítani képes számukra a hőn áhított halhatatlanságot. Már a legkorábbi fennmaradt művészeti alkotások közt is találunk írnokokat ábrázoló szobrokat. Ez is annak egy jele, hogy az írnokot az egyiptomi társadalomban igen nagy megbecsülés övezte; írnoki címüket büszkén hirdették sírkamrájuk falain még a királyi hercegek is (az ő esetükben természetesen ez a cím nem foglalkozásukra utalt, hanem műveltségüket volt hivatott mutatni); és több fáraóról (például Horemhebről vagy II. Ramszeszról) is készültek olyan képek vagy szobrok, melyek írnoki pózban ábrázolják őket, térdükön papirusztekerccsel, kezükben írónáddal.
Az írnokoknak a társadalomban kivételezett helyzetük volt, többek között adót sem kellett fizetniük. Számtalan szöveg fennmaradt, melyben az írnoktanoncok előtt leírják ragyogó jövőjüket, hogy tanulásra ösztönözzék őket.
„Nem gondolsz arra, milyen rosszul mennek a dolgok a földművesnek, amikor a termékét jegyzékbe veszik? A rágcsálók felfalták a kukorica felét. Az egerek elszaporodtak a földeken. (…) Ó, jaj, szegény földműves!
…Ami azonban az írnokot illeti, ő irányítja mindenkinek a munkáját. Számára nem léteznek adók, mert ő írásban fizeti be tartozását; számára nem léteznek ilyen kötelezettségek. Ezt tartsd jól szem előtt!” (Intelmek részlete.)
Hogy jobban megértsük az írnokokat övező tiszteletet, elég belegondolni, hogy mennyit kellett tanulniuk: az Újbirodalom korára több mint ezer hieroglifa létezett, a mindennapi használatra ebből legalább hétszázat ismerni kellett. A régészek becslése szerint az össznépesség alig egy százaléka tudott írni és olvasni. Az írástudás tehát az ókori Egyiptomban nem volt annyira elterjedt és magától értetődő, mint napjaink modern társadalmaiban, a magasabb pozíciókba kerüléshez azonban elengedhetetlen volt. Ebből is sejthető, hogy az írnokok nagy része a felső rétegből kerültek ki, gyakran valóságos „írnok-dinasztiákból”, ahol a fiatalok dolgát megkönnyítette, hogy apjuk és nagyapjuk nyomdokaiba léptek.

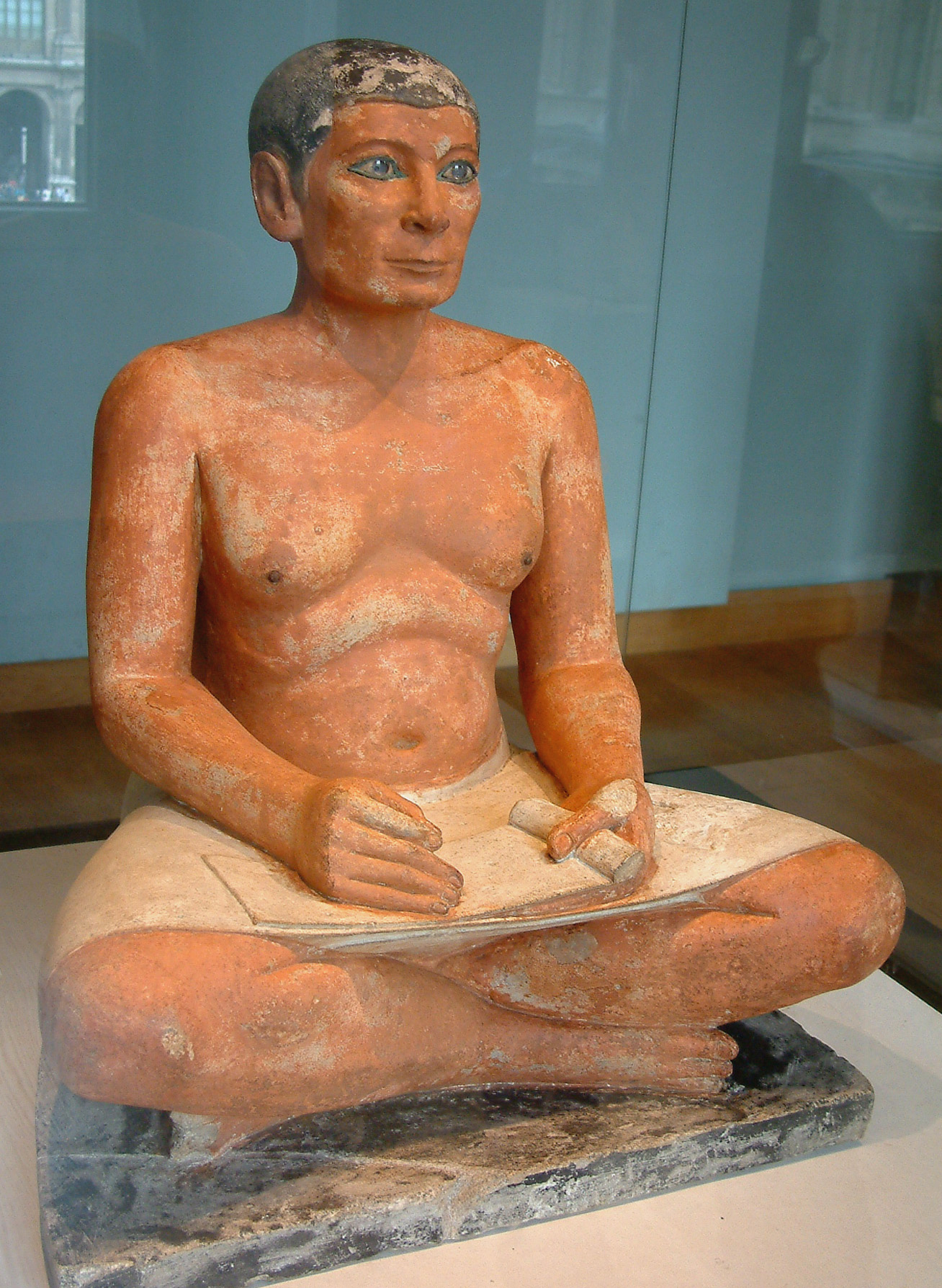
Írnok szobra

Az írnokok többségükben férfiak voltak, de számos bizonyíték van írástudó nők létezésére is, ők főként a királyi családból kerültek ki vagy magas rangú papnők voltak. Az V. dinasztia idején élt Idut hercegnő büszkén említi meg írnoki tudományát sírfeliratában, a XVIII. dinasztiabeli Tutanhamon fáraó sírjában pedig megtalálták sógornője, Meritaton királynő díszes írókészletét. Bizonyíték van arra is, hogy Tutanhamon özvegye, Anheszenamon idegen nyelven levelezett a hettita uralkodóval. Ritkán fordult elő, de az írástudó nők ugyanolyan magas pozíciókba kerülhettek, mint a férfiak: tudomásunk van egy, a VI. dinasztia idején élt, Nebet nevű női vezírről is.
Az írnokká válás azonban nem volt elzárva az alsóbb néprétegekből származók elől sem; ha egy jó képességű parasztfiúnak sikerült felhívnia magára egy befolyásos ember figyelmét, és bejutott az iskolába, rokonai minden áldozatot meghoztak érte, mert dicsőségnek számított, ha valakinek írnok volt a családjában. Az alacsony származású, de intelligenciájuknak köszönhetően magasra jutott emberek legismertebb példái Szenenmut, Hatsepszut fáraónő minisztere és bizalmasa, és Horemheb, aki a fáraó titkárából a hadsereg főparancsnoka lett, később fáraóvá választották.
Az írnokok jelenlétére az élet minden területén szükség volt; a sír- és egyéb feliratokon fennmaradt címek tanúsága szerint volt királyi írnok, templomi írnok, katonai írnok, gabonaszámlálás írnoka, ezüstház (kincstár) írnoka, hogy csak néhányat említsünk. Az Újbirodalom korától, vagy talán már korábban is, egyes írnokok az idegen nyelvekre szakosodtak, a kor diplomáciai levelezése ugyanis akkád nyelven zajlott.
Az írnokok képzése korán, ötéves korukban kezdődött; az oktatás szigorúságát jellemzi az a ránk maradt közmondás, miszerint „a fiú füle a hátán van, akkor figyel, ha verik”. Iskoláik, a templomi fennhatóság alatt működő „életházak” (óegyiptomi nyelven: per ankh) Egyiptomban az intézményesített oktatás egyedüli példái voltak. Az egyetlen feltárt ilyen iskola az Ehnaton fáraó által alapított Ahet-Aton városában (a mai Tell el-Amarna) található, de írásos bizonyítékkal rendelkezünk több Életház létezéséről is.
A tanárok a templom papjai voltak, és az „Életház írnoka” címet viselték. A leendő írnokok az iskolában elsőként a hieratikus írást sajátították el, majd a hieroglifákat, mindkettőt gyakorlás útján, olyan szövegek másolása által, melyek ismerete egyúttal a szükséges műveltséget is biztosította és erkölcsi útmutatásul is szolgált (közkedveltek voltak például a régi bölcsek intelmei). Számtalan órát eltöltöttek valódi és kitalált levelek fogalmazásával, hogy megtanulják a helyes címeket és megszólításokat. Több irodalmi alkotás is az iskoláknak köszönhetően maradt ránk (némelyiken még az is látszik, ahogyan a tanár piros festékkel kijavította a helyesírási hibákat), ugyanis az írnoktanulók – a hercegek kivételével – nem a drága papiruszon és bőrön, hanem az olcsóbb, de maradandóbb kerámiatöredékeken és mészkődarabokon gyakorolták mesterségüket.

## Az első könyvtárak és levéltárak
Bár teljes bizonyossággal tudjuk, hogy az ókori Egyiptomban léteztek könyvtárak (ezt bizonyítja a könyvtárak, levéltárak és tisztviselőik említése feliratokon), feltárni még egyet sem sikerült, mivel mind az agyagtéglából emelt épületek (követ szinte kizárólag a templomok építésénél használtak), mind maguk a dokumentumok könnyen pusztuló anyagból készültek, az évezredek során elpusztultak. A könyvtárak létezésére csak közvetett bizonyítékaink vannak.

### A könyv fogalma az ókori Egyiptomban
Az ókori kultúrákban az íróanyagot a természeti körülmények határozták meg, így lett Egyiptomban a Nílus mentén bőven megtalálható papirusznád (Cyperus papyrus) a dokumentumok alapanyaga. A papiruszt valószínűleg már Egyiptom történetének első időszakától kezdve használták írásra; a legrégebbi papiruszdarab, bár írott szöveg nélkül, az első dinasztia korából származik (i. e. 3000 körül), míg az első olyan papirusz, amelyre már írtak, az ötödik dinasztiabeli Dzsedkaré Iszeszi király idejéből (i. e. 2400 körül).
A papiruszt az íráshoz a következőképpen készítették elő: szárának rostos belsejéből vékony csíkokat vágtak ki és egymás mellé helyezték őket, majd keresztben egy újabb réteg csíkot helyeztek rá, majd a kettőt összepréselték és megszárították. Az így létrejött darabokat szélüknél összeragasztották, hogy tetszőleges hosszúságú papiruszt kapjanak. Általában a vízszintes csíkokból álló felületre írtak, mely megkönnyítette a kigöngyölés közbeni olvasást, de előfordult, hogy a hátoldalára is. A papiruszt összetekerve tárolták, néha össze is kötötték és lepecsételték, mielőtt a bőrből vagy cserépből készült irattartóba helyezték volna. Egy-egy ilyen tekercset neveztek könyvnek (egyiptomi nyelven medzsat). Sajnos sok papirusztekercs csak töredékesen maradt ránk, még többjük pedig áldozatul esett az idő rombolásának.
Az íráshoz szükséges íróvessző szintén nádból készült, maguk az írnokok faragták. A festéket – melyből legalább két színt, feketét és pirosat minden írnok palettája tartalmazott – koromból és vízből, illetve növényi alapú festékanyagokból keverték ki.

### Templomi és királyi könyvtárak
Egyiptom három nagy korszakának békés belpolitikája kedvezett a tudományok fejlődésének, ami magával hozta az információk tárolásának szükségletét. Ezt a már említett Életházak, azaz templomi iskolák is elengedhetetlenné tették. Az első könyvtárak valószínűleg templomokban működtek és a szertartásokhoz szükséges szövegek tárolására szolgáltak.
A könyvtárra tett első említés az ötödik dinasztia korából, Noferirkaré uralkodásának idejéből származik: egy magas rangú tisztviselő „a könyvek házának írnoka”-ként említi magát sírfeliratain. A könyvtárak létezésére utaló kevés tárgyi bizonyíték közül figyelemre méltó egy III. Amenhotep fáraó és felesége, Tije királyné nevével ellátott fajansztáblácska, mely megnevez egy „édes szikomorfáról” szóló könyvet. A könyvről ugyan nem derül ki, szépirodalmi vagy tudományos jellegű volt, de a táblácska valószínűleg egy könyvszekrény megjelölésére szolgálhatott.
A ptolemaioszi korban épített edfui Hórusz-templom könyvtára valószínűleg közvetlen utóda a korábbi egyiptomi templomi könyvtáraknak. Maga a templom Egyiptom második legnagyobb temploma (a karnaki templom után) és egyike a legjobb állapotban fennmaradtaknak. Jelentőségét fokozta, hogy fontos kultuszhelyen épült (a legenda szerint Hórusz ezen a helyen győzte le apja, Ozirisz gyilkosát, a gonosz Széthet). Az edfui templom építését III. Ptolemaiosz Euergetész rendelte el i. e. 237-ben, de csak több mint száz évvel később, i. e. 57-ben fejezték be véglegesen.
Maga a könyvtár nem túl nagy helyiség volt a templom déli részén; tartozott hozzá egy valamivel nagyobb raktárhelyiség is. A könyvek szakrend szerint, fülkés kiképzésű falakban kerámiatartókban vagy fonott kosarakban voltak elhelyezve, a könyvjegyzéket a falra vésték. Szintén a fal feliratai azonosítják magát a termet: „Hórusz könyveinek háza, ellátva Hórusz-Ré hatalmával”. A „Ré hatalma” kifejezést gyakran alkalmazták szent könyvekre.
A szoba mérete és elhelyezése (a templom oszlopcsarnokából nyílt) valószínűtlenné teszi, hogy ez lett volna az edfui templom fő könyvtára, valószínűleg csak azokat a könyveket tárolták itt, amelyekre a templomi szertartás során gyakran szükségük volt.

### Magánkönyvtárak, könyvgyűjtemények
Az írnokok sokféle címéből kiderül, hogy hivatali munkájuk mellett foglalkoztak irodalmi és tudományos művek másolásával is. Többek között ebből is következtethetünk arra, hogy nagy számban léteztek magánkönyvtárak is. Ezek közül egyet sikerült is feltárni 1884-ben a Nílus-deltabeli Tanisz városában, ami ritka szerencsének köszönhető, mivel a deltavidék párásabb éghajlata nem kedvezett a papiruszok fennmaradásának.
A ház, mely egy templom közelében állt,  a későkorban épült és a benne talált szobor feliratának tanúsága szerint egy Asaikhet nevű ember tulajdona volt. A papiruszra írt kézirattöredékeket a ház felső szintjén, egy falfülkében tárolt kosárban találták meg. A körülbelül 150 töredék nagy változatosságot mutat: van köztük hieroglif, hieratikus és démotikus írással írt, egyiptomi és görög nyelvű, vallási, jogi szöveg, templom építési terve és konyhai recept egyaránt; némelyik csak pár sornyi, némelyik hosszabb. A dokumentumok nagy része sajnos olvashatatlanná vált a házat elpusztító tűzben.
Papiruszgyűjteményt találtak Dejr el-Medinában is, a Királyok völgyében dolgozó munkások falujában. A falunak – mely az egyik legszebben fennmaradt ókori egyiptomi település – saját iskolája volt, lehetséges, hogy ennek tanulói is használhatták a papiruszgyűjteményt, melyet a feltételezések szerint a XIX. dinasztia idején élt Kenherkhopsef, a királyi sír építészeinek írnoka gyűjtött össze. A sokszínű gyűjteményben többek között előfordul egy Hórusz és Széth történetét leíró papirusz egyetlen példánya; az Az igazság és a hamisság története című klasszikus mese szintén egyetlen fennmaradt példánya; egy álomfejtő könyv, hátoldalán a kádesi csata leírásával; himnuszok Ámon istenhez és a Nílushoz; egészséget megőrző varázsszövegek és egy végrendelet is. Később magánlevelek is kerültek közé, valamint egy bronz szerszámokat felsoroló lista. A gyűjtemény későbbi tulajdonosai helyenként darabokat téptek le a papiruszokból saját írásaik számára, de új papiruszokat is adtak a gyűjteményhez.
Egy, a XVIII. dinasztia idejéből származó sírban szintén megtalálták egy magángyűjtemény maradványait, köztük Szinuhe történetének és Ptahhotep intelmeinek egy-egy példányát.

### Levéltárak
A levéltár és a könyvtár intézménye az ókori Egyiptomban egymástól függetlenül, önállóan létezett. Összességében elmondható, hogy míg a levéltár elsősorban a királyi udvarhoz köthető, addig a könyvtár főként – de nem kizárólagosan – a templomhoz.
A levéltár neve „az iratok helyisége” vagy „iratok csarnoka” volt, a levéltáros címe „az iratok csarnokának írója” vagy „őrzője” címet viselte. Legszebb példája az egyiptomi viszonylatban is egyedülálló amarnai levéltár, mely Ehnaton fáraónak, valamint közvetlen elődjének, III. Amenhotepnek és utódjának, Tutanhamonnak külföldi uralkodóktól kapott leveleit őrzi. Az akkád nyelven, a korszak diplomáciai nyelvén, agyagtáblára írt levelek jelentősége rendkívül sokrétű: bemutatja a korszak külpolitikáját, utal a belpolitikára, de nyelvészeti szempontból is jelentős, mivel az egyiptomi nyelvvel ellentétben az akkád jelölte a magánhangzókat is, így az egyiptomi nevek kiejtésére is tudunk belőle következtetni. A 382 fennmaradt dokumentum közül azonban nem mindegyik levél: szótárak is fennmaradtak, melyekre az idegen nyelvű levelezéshez szükség volt.
Maga a levéltár a város középpontjában, a királyi palotától nem messze állt, de az épület belső kialakításáról nem tudni semmit.
A levéltárak első képi ábrázolása a XIX. dinasztia idején élt Tjai királyi írnok sírjában tűnik fel, ahol – a perspektivikus ábrázolás egyiptomi szabályai szerint – az írnokok sorait oldalnézetben, az épület bejáratát, valamint az iratszekrényeket tartalmazó belső helyiségeket felülnézetben örökítették meg.
Az első olyan könyvtárak, melyekről részletesebb adatokat jegyzett fel a történetírás, Egyiptom történelmében viszonylag későn, a Ptolemaioszok uralkodása alatt jelentek meg. Ilyen a már említett edfui templomi könyvtár. A hellenisztikus kor leghíresebb könyvtára azonban – nemcsak egyiptomi, hanem világviszonylatban is – az alexandriai nagy könyvtár volt, mely nagy hatással volt az ókori világ tudományos fejlődésére és a mai napig sokat köszönhetünk neki.